# إيمي غوتيرز
إيمي غوتيرز (بالإنجليزية: Amy Gutierrez)‏ هي صحفية أمريكية، ولدت في 14 نوفمبر 1973 في بيتالوما في الولايات المتحدة.